# Juzbado
Juzbado est une commune de la province de Salamanque dans la communauté autonome de Castille-et-León en Espagne.

## Économie
En 1985, l'entreprise publique Enusa a installé à Juzbado une usine de fabrication de combustibles nucléaires. Son activité comprend la fourniture de matières premières et son traitement jusqu'à l'obtention de combustible qui est utilisé dans les centrales nucléaires espagnoles, ainsi que dans des centrales dans d'autres pays comme l'Allemagne et la Russie.

## Patrimoine

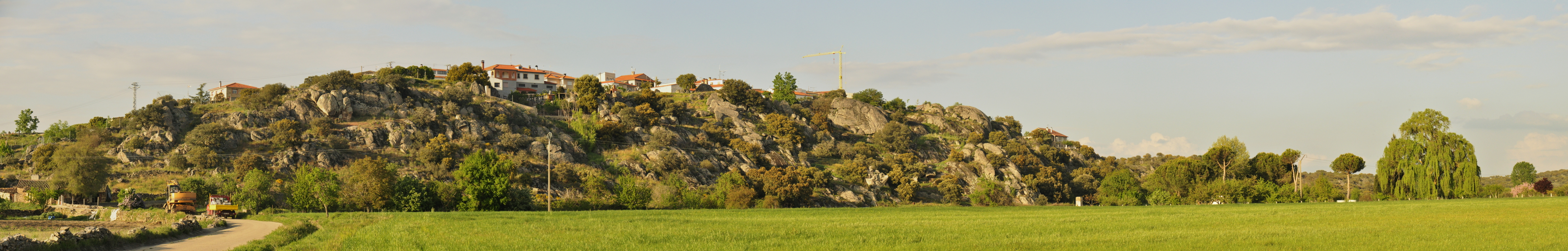
Vue panoramique de Juzbado depuis la Vega Grande.

### Sources
- (es) Cet article est partiellement ou en totalité issu de l’article de Wikipédia en espagnol intitulé « Juzbado » (voir la liste des auteurs).